# Nico Jalink
Nicholaas Jalink, detto Nico (Rotterdam, 22 giugno 1964), è un allenatore di calcio ed ex calciatore olandese, di ruolo centrocampista.